# كوليت بياتريس أبو بكر مسقط
كوليت بياتريس أبوكر مسقط (28 يناير 1909-25 نوفمبر 2003) كانت معلمة وكاتبة ومعالج طبيعي وكبالي مولودة في الجزائر، وكان تركيزها على القوة العلاجية لصور الأحلام. كفتاة شابة، شاركت في حركة المقاومة في فيشي الجزائر مع والدها الدكتور هنري صموئيل أبوكر وشقيقها خوسيه أبو بكر، ونتيجة لذلك، حصلت على وسام كروا دي غيري في يناير 1948. درست الفلسفة في جامعة السوربون وكذلك علم النفس مع المعالج النفسي الفرنسي روبرت ديسويل، وأصبحت مهتمة بالصور العقلية وصور الأحلام، والتي ستصبح عمل حياتها. من ممارسي " كبالا النور"، انتقلت في عام 1954 إلى القدس حيث تم تكريمها بجائزة ياكير يروشالاييم (مواطنة القدس الجديرة) في عام 1995، وهي مؤلفة خمسة كتب عن القوة العلاجية للصور الذهنية والأحلامية.

## النشأة والتعليم
ولدت أبو القير مسقط في 28 يناير 1909 في مدينة الجزائر في الجزائر التي كانت تسيطر عليها فرنسا آنذاك. كانت عضوًا في عائلة أبو بكر اليهودية الجزائرية البارزة: والدها، هنري صموئيل أبو بكر (1876-1957)، كان جراح أعصاب معروفًا وقائدًا للمجتمع اليهودي، والدتها، بيرت بينيشو أبو بكر، كانت شاعرة وكاتبة مسرحية،  وكان شقيقها خوسيه أبو بكر جراحًا، وكان من الشخصيات البارزة في المقاومة المناهضة للنازية في الجزائر خلال الحرب العالمية الثانية، وممثل المقاومة في فيشي الجزائر في اللجنة الفرنسية للتحرير الوطني في باريس من عام 1944 إلى عام 1945. كأعضاء في حركة المقاومة الفرنسية، لعبت هي وعائلتها دورًا أساسيًا في مساعدة القوات البحرية الأمريكية على الهبوط في الجزائر العاصمة  وعملت بلا كلل من أجل إطلاق سراح والدها وشقيقها وأعضاء المقاومة اليهودية الآخرين الذين كانوا تم القبض عليه وسجنه بعد اغتيال نائب الملك فيشي في شمال إفريقيا الأدميرال فرانسوا دارلان. تطوعت أيضًا في مستشفى عسكري في الجزائر العاصمة، ونتيجة لبطولتها وخدمتها، حصلت على وسام كروا دي غويري في يناير 1948.
بعد الحرب، درست علم النفس في باريس في جامعة السوربون، حيث التقت بالطبيب النفسي الفرنسي روبرت ديسويل وأصبحت مهتمة في البداية بالصور العقلية وصور الأحلام، والتي ستصبح عمل حياتها، واستمرت في الحصول على الدكتوراه في الفلسفة أيضًا. كما شغلت منصب رئيس فرع شمال إفريقيا للمنظمة النسائية الصهيونية العالمية (WIZO).
في عام 1954، انتقلت إلى إسرائيل مع زوجها الثاني، أرييه مسقط، الذي كان سابقًا مبعوثًا للوكالة اليهودية في الجزائر. إلى جانب عملها الخاص، كانت نشطة في مساعدة المهاجرين من شمال إفريقيا، والتي تم تكريمها في عام 1995 بلقب ياكير يروشاليم ("محبوب القدس").

## كبالة النور
كانت أبو القير مسقط مدرسة روحية في تقليد "كبالا النور"، المعروف أيضًا باسم تصوف الميركافاه أو تصوف العربة، الموصوف في الأسطر الثمانية والعشرين الأولى من كتاب حزقيال. كان طلابها وأتباعها يعتبرونها ممثلة القرن العشرين لسلالة كان لها كممارسين الحاخام إسحاق أعمى بروفانس، فرنسا، ويعقوب بن شيشيت من جيرونا، إسبانيا في القرن الثالث عشر،  المتوارثة من خلال سنوات ثم انتقلت في النهاية إلى كوليت، التي قامت بتكييف التقاليد القديمة للطلاب المعاصرين. استمر إرثها من قبل مجموعة واسعة من الممارسين بما في ذلك الطبيب النفسي جيرالد إبستين، مؤسس مركز كوليت أبو بكر مسقط لعلاج الأحلام في اليقظة (الآن المعهد الأمريكي للصور العقلية؛ كاثرين شاينبرج، مؤسسة مدرسة الصور؛ الشاعرة الكندية كارول روز؛  لويز فون دارديل (ابنة أخت راؤول والنبرغ )  وإيف إلسن، القس الحاخامي لتحالف أليف من أجل التجديد اليهودي، والذي كان لزوجها الراحل زلمان شاشتر شالومي دور أساسي في تأسيسه.

## الحياة الشخصية
لديها طفلان من زوجها الأول صموئيل دانان. زوجها الثاني كان أرييه مسقط، وهو محام روسي المولد شغل منصب مراقب بلدية مدينة القدس.

## الأعمال الكتابية
- الحياة ليست رواية (2003، الياسمين الأسود،(ردمك 0978880218)
- ميا كولبا: حكايات القيامة (1997، مطبعة ACMI، (أمازون B0030K0188)
- وحده مع الواحد: الشعر (2000، مطبعة ACMI،(ردمك 1883148014)
- عكس السرطان من خلال الصور العقلية سمحة بن يوسف (المؤلف)، كوليت أبولكر-مسقط (المساهم)، جيرالد ن. إبشتاين (مقدمة) (2017، ACMI مطبعة ،(ردمك 188314809X)
- موسوعة الصور الذهنية: تمارين التصور كوليت أبوكر مسقط البالغ عددها 2100 تمارين للتطوير الشخصي والشفاء والمعرفة الذاتية، بقلم باربرا إل فيدوروف، جيرالد إبستين (2012، مطبعة ACMI،(ردمك 9781883148102)

## روابط خارجية
- Le Rêve éveillé Portrait of Colette Aboulker مسقط، معالج، 2003 باتريك بوكانوفسكي
- مقابلة بالفيديو مع الجمعية التاريخية اليهودية
- موسوعة اليهود في العالم الإسلامي، بريل أون لاين
- مقابلة مع كوليت أبوكر مسقط، الجمعية اليهودية التاريخية في ولاية ماساتشوستس الغربية، التاريخ الشفوي الذي سجلته جين تريجير في إسرائيل 2001
- حول كوليت، المعلم الروحي لجيرالد إبشتاين نسخة محفوظة 11 ديسمبر 2022 على موقع واي باك مشين.
- لمدرسة الصور